# Haulanuiaiakea
Haulanuiaiakea je bio drugi vladar havajskog otoka Kauaija.
On je bio poglavica iz loze Nanaulu, unuk Mulielealiija, kralja Oahua.
Njegov bratić je bio kralj Elepuukahonua. 
Kapoleikauila, supruga kralja Kalanikukume, bila je potomak Haulanuiaiakee.